# Rhodobryum staudtii
Rhodobryum staudtii är en bladmossart som beskrevs av Jean Édouard Gabriel Narcisse Paris 1900. Rhodobryum staudtii ingår i släktet rosmossor, och familjen Bryaceae. Inga underarter finns listade i Catalogue of Life.